# Kivyliai
Kivyliai – wieś na Litwie, w północnej części kraju, w okręgu szawelskim, w rejonie okmiańskim.
Według danych ze spisu powszechnego w 2001 roku we wsi mieszkało 551 osób. Według danych z 2011 roku wieś była zamieszkiwana przez 443 osoby – 226 kobiet i 217 mężczyzn.